# Пелаэс Линарес, Рикардо
Рикардо Пелаэс Линарес (исп. Ricardo Peláez Linares; родился 14 марта 1963 года в Мехико, Мексика) — мексиканский футболист, выступавший на позиции нападающего. Известен по выступлениям за мексиканский клуб «Некакса». Участник чемпионата мира 1998 в составе сборной Мексики.
С 2011 года Пелаэс работал исполнительным директором столичных «Америки», «Крус Асуля», а с 2019 года — «Гвадалахары».

## Клубная карьера
Рикардо учился на финансиста и работал бухгалтером. Футбол был его большим увлечением, и он принял решение проверить свои силы, пройдя просмотр в столичной «Америке». Несмотря на то, что ему было 23 года он был принят в команду сразу. В сезоне 1985/86 дебютировал в мексиканской Примере, в этом же сезоне он стал чемпионом страны. В «Америке», Пелаэс провёл два года, после чего перешёл в «Некаксу» за которую болел с детства. В новом клубе Рикардо стал лучшим бомбардиром в его истории, забив 138 голов 352 матчах. Именно в составе «Некаксы» Пелаэс добился наиболее выдающихся успехов в карьере. Он дважды стал чемпионом в 1994/95 и 1995/96, вице-чемпионом в 1996 году, выиграл Кубок Мексики в 1995 и второе место Кубке чемпионов КОНКАКАФ в 1996.
В 1997 году он на сезон вернулся в «Америку». За столичный клуб, Пелаэс провёл 33 матча и забил 17 мячей став лучшим бомбардиром команды. Зимой 1998 года Рикардо присоединился к «Гвадалахаре», но в 2000 году был вынужден завершить карьеру футболиста из-за хронической травмы колена.

## Международная карьера
Пелаэс дебютировал в сборной Мексики в 1989 году. 10 августа того же года в матче товарищеского турнира против сборной Южной Кореи Рикардо забил 4 гола. В 1996 году он выиграл Золотой Кубок КОНКАКАФ, в составе национальной команды. На турнире он сыграл в матчах против Сент-Винсента и Гренадин, Бразилии и дважды Гватемалы. В поединке против гренадинцев Пелаэс сделал дубль.
В 1998 году в составе сборной Рикардо поехал на Чемпионат Мира во Франции. На турнире он сыграл в матчах против команд сборной Южной Кореи, Голландии и Германии. В поединках против корейцев и голландцев Пелаэс забил два гола.

### Голы за сборную Мексики
| #   | Дата             | Место                               | Противник                | Результат | Соревнование                     |
| --- | ---------------- | ----------------------------------- | ------------------------ | --------- | -------------------------------- |
| 01. | 10 августа 1989  | Лос-Анджелес, США                   | Южная Корея              | 4:2       | Кубок Лос-Анджелеса              |
| 02. | 10 августа 1989  | Лос-Анджелес, США                   | Южная Корея              | 4:2       | Кубок Лос-Анджелеса              |
| 03. | 10 августа 1989  | Лос-Анджелес, США                   | Южная Корея              | 4:2       | Кубок Лос-Анджелеса              |
| 04. | 10 августа 1989  | Лос-Анджелес, США                   | Южная Корея              | 4:2       | Кубок Лос-Анджелеса              |
| 05. | 20 марта 1990    | Лос-Анджелес, США                   | Уругвай                  | 2:1       | Товарищеский матч                |
| 06. | 17 апреля 1990   | Лос-Анджелес, США                   | Колумбия                 | 2:0       | Товарищеский матч                |
| 07. | 11 января 1996   | Сан-Диего, США                      | Сент-Винсент и Гренадины | 5:0       | Золотой кубок КОНКАКАФ 1996      |
| 08. | 11 января 1996   | Сан-Диего, США                      | Сент-Винсент и Гренадины | 5:0       | Золотой кубок КОНКАКАФ 1996      |
| 09. | 29 мая 1996      | Мори, Япония                        | Япония                   | 3:2       | Кубок Кирин                      |
| 10. | 15 сентября 1996 | Кингстаун, Сент-Винсент и Гренадины | Сент-Винсент и Гренадины | 0:3       | Чемпионат мира 1998 квалификация |
| 11. | 15 сентября 1996 | Кингстаун, Сент-Винсент и Гренадины | Сент-Винсент и Гренадины | 0:3       | Чемпионат мира 1998 квалификация |
| 12. | 20 ноября 1996   | Лос-Анджелес, США                   | Сальвадор                | 3:1       | Товарищеский матч                |
| 13. | 20 мая 1998      | Осло, Норвегия                      | Норвегия                 | 2:5       | Товарищеский матч                |
| 14. | 20 мая 1998      | Осло, Норвегия                      | Норвегия                 | 2:5       | Товарищеский матч                |
| 15. | 13 июня 1998     | Лион, Франция                       | Южная Корея              | 3:1       | Чемпионат мира по футболу 1998   |
| 16. | 25 июня 1998     | Сент-Этьен, Франция                 | Нидерланды               | 2:2       | Чемпионат мира по футболу 1998   |

## Личная жизнь
После окончания карьеры футболиста, в 2004 году Пелаэс работал футбольным комментатором в мексиканской телевизионной компании Televisa. Также он принимал участие в озвучивании испаноязычной серии футбольного симулятора FIFA

## Достижения
Клубные
 «Америка»
- Чемпионат Мексики по футболу — 1985/86

 «Некакса»
- Чемпионат Мексики по футболу — 1994/95 и 1995/96
- Чемпионат Мексики по футболу — 1995/96
- Чемпионат Мексики по футболу — 1996/97
- Лига чемпионов КОНКАКАФ — 1996

Международные
 Мексика
- Золотой кубок КОНКАКАФ — 1996
- Участник чемпионата мира 1998 года